# 蒂利山
蒂利山（英語：Mount Tilley）是南極洲的山峰，位於亞歷山大一世島東部蒂勒爾山以南13公里，距離喬治六世海峽6公里，海拔高度約1,900米，該山峰以劍橋大學教授命名。
69°45′S 69°29′W / 69.750°S 69.483°W